# NGC 3329
NGC 3329 (ook wel NGC 3397) is een spiraalvormig sterrenstelsel in het sterrenbeeld Draak. Het hemelobject werd op 2 april 1801 ontdekt door de Duits-Britse astronoom William Herschel.

## Synoniemen
- NGC 3397
- UGC 5837
- MCG 13-8-33
- ZWG 351.34
- IRAS10405+7704
- PGC 32059